# Monglong
Monglong és un subestat de l'estat shan de Hsipaw, que forma part dels estats Shan dins l'Estat Shan de Myanmar. La capital és Monglong, en birmà Maiglone. És al nord-oest de Hsipaw, a la frontera de les terres shan amb terres birmanes. Pertany a Hsipaw des del 1894, però abans fou independent. Els seus prínceps porten el títol de myosa.

## Myosa de Monglong
- Hso Han Hpa vers 1813- 1842
- Hso San Hpa (Hkun Hsa) 1842 - 1854
- Hso Kawn Kyawng 1854 - 1866
- Hkun Nyon 1866 - ?
- Hkun Yawt ? - 1880
- Heng Nga Maung 1880 - 1887
- Hkun Saing (Hsawng) 1887 - 1888
- Hkun Hsa 1888 - 1894
- Sao Hke 1894 - ?